# Sportsklubben Haugar 1980
Questa voce raccoglie le informazioni riguardanti lo Sportsklubben Haugar nelle competizioni ufficiali della stagione 1980.

## Stagione
A seguito del raggiungimento della finale del Norgesmesterskapet 1979, l'Haugar ha partecipato alla Coppa delle Coppe 1980-1981, oltre che alla 2. divisjon ed alla coppa nazionale. Dopo aver superato il Sion ai sedicesimi di finale, la squadra si è arresa al Newport County agli ottavi di finale.
Per quanto concerne il campionato, a seguito del 2º posto nel gruppo B l'Haugar ha affrontato le qualificazioni alla 1. divisjon, avendo la meglio sul Mjøndalen e centrando così la promozione. L'avventura nel Norgesmesterskapet si è conclusa invece al quarto turno, con l'eliminazione per mano del Vard Haugesund.

## Rosa
| N. |                        | Ruolo | Calciatore        |
| -- | ---------------------- | ----- | ----------------- |
|    | Norvegia (bandiera)    | P     | Pål Schiefloe     |
|    | Inghilterra (bandiera) | D     | Dennis Burnett    |
|    | Norvegia (bandiera)    | D     | Roger Føleide     |
|    | Norvegia (bandiera)    | D     | Kjell Hestvik     |
|    | Norvegia (bandiera)    | D     | Rune Larsen       |
|    | Norvegia (bandiera)    | D     | Åge Sørensen      |
|    | Norvegia (bandiera)    | D     | Jens Egil Vikanes |

| N. |                        | Ruolo | Calciatore         |
| -- | ---------------------- | ----- | ------------------ |
|    | Norvegia (bandiera)    | C     | Dag Christophersen |
|    | Norvegia (bandiera)    | C     | Olav Heimdal       |
|    | Norvegia (bandiera)    | C     | Tor Nilsen         |
|    | Norvegia (bandiera)    | C     | Terje Solberg      |
|    | Norvegia (bandiera)    | C     | Einar Straume      |
|    | Norvegia (bandiera)    | C     | Harald Undahl      |
|    | Inghilterra (bandiera) | A     | Peter Osborne      |

## Risultati

### 2. divisjon

#### Girone di andata
| Fredrikstad 27 aprile 1980 1ª giornata | Hødd | 0 – 2 referto | Haugar | Fredrikstad Stadion |

| Haugesund 3 maggio 1980 2ª giornata | Haugar | 0 – 0 referto | Os | Haugesund Stadion |

| Kristiansund 11 maggio 1980 3ª giornata | Kristiansund FK | 2 – 2 referto | Haugar | KFK's Gressbane |

| Haugesund 14 maggio 1980 4ª giornata | Haugar | 1 – 1 referto | Vard Haugesund | Haugesund Stadion |

| Raufoss 18 maggio 1980 5ª giornata | Strindheim | 1 – 1 referto | Haugar | Raufoss Stadion |

| Haugesund 26 maggio 1980 6ª giornata | Haugar | 2 – 1 referto | Nessegutten | Haugesund Stadion |

| Kopervik 31 maggio 1980 7ª giornata | Kopervik | 0 – 1 referto | Haugar | Åsebøen Stadion |

| Haugesund 8 giugno 1980 8ª giornata | Haugar | 3 – 1 referto | Brann | Haugesund Stadion |

| Haugesund 15 giugno 1980 9ª giornata | Haugar | 3 – 0 referto | Sogndal | Haugesund Stadion |

| Steinkjer 21 giugno 1980 10ª giornata | Steinkjer | 1 – 0 referto | Haugar | Guldbergaunet |

| Haugesund 29 giugno 1980 11ª giornata | Haugar | 1 – 0 referto | Mo | Haugesund Stadion |

#### Girone di ritorno
| Haugesund 3 agosto 1980 12ª giornata | Haugar | 5 – 0 referto | Hødd | Haugesund Stadion |

| Harstad 10 agosto 1980 13ª giornata | Os | 0 – 0 referto | Haugar | Harstad Kunstgress |

| Haugesund 16 agosto 1980 14ª giornata | Haugar | 1 – 1 referto | Kristiansund FK | Haugesund Stadion |

| Haugesund 25 agosto 1980 15ª giornata | Vard Haugesund | 2 – 1 referto | Haugar | Haugesund Stadion |

| Haugesund 31 agosto 1980 16ª giornata | Haugar | 1 – 0 referto | Strindheim | Haugesund Stadion |

| Måløy 6 settembre 1980 17ª giornata | Nessegutten | 2 – 0 referto | Haugar | Nesseguttbanen |

| Haugesund 14 settembre 1980 18ª giornata | Haugar | 3 – 1 referto | Kopervik | Haugesund Stadion |

| Bergen 22 settembre 1980 19ª giornata | Brann | 1 – 0 referto | Haugar | Brann Stadion |

| Sogndal 28 settembre 1980 20ª giornata | Sogndal | 5 – 3 referto | Haugar | Fosshaugane Campus |

| Haugesund 5 ottobre 1980 21ª giornata | Haugar | 2 – 0 referto | Steinkjer | Haugesund Stadion |

| Mo i Rana 12 ottobre 1980 22ª giornata | Mo | 0 – 1 referto | Haugar | Sagbakken Gress |

#### Qualificazioni alla 1. divisjon
| Nedre Eiker 27 ottobre 1980 Andata | Mjøndalen | 0 – 1 referto | Haugar | Nedre Eiker Stadion |

| Haugesund 3 novembre 1980 Ritorno | Haugar | 3 – 0 referto | Mjøndalen | Haugesund Stadion |

### Norgesmesterskapet
| Primo turno | Haugar | 2 – 1 referto | Ålgård |  |

| Secondo turno | Vigrestad | 0 – 2 referto | Haugar |  |

| Terzo turno | Haugar | 3 – 1 referto | Vigør |  |

| Quarto turno | Vard Haugesund | 2 – 1 referto | Haugar |  |

### Coppa delle Coppe
| Arbitro: | Peters |

|             |           |             |
| Brigger 65’ | Marcatori | 41’ Osborne |

| Arbitro: | Steen Jensen |

|                                      |           |  |
| Nilsen 40’ Christophersen 47’ (rig.) | Marcatori |  |

| Haugesund 22 ottobre 1980 Ottavi di finale Andata | Haugar    | 0 – 0 referto | Newport County | Haugesund Stadion (4.522 spett.)\| Arbitro: \| Harrysson \| |
| Arbitro:                                          | Harrysson |               |                |                                                             |

| Arbitro: | McGrath |

|                                                               |           |  |
| Gwyther 12’ Lowndes 44’ Aldridge 56’ Tynan 61’, 81’ Moore 70’ | Marcatori |  |